# Чирхалю
Чирхалю (Чвахило) — водопад на реке Ойсор в Чародинском районе Республики Дагестан.
Чирхалю находится высоко в горах и поэтому относится к числу пульсирующих водопадов. Потоки воды в нём зависят от таяния снега в горах. Водопад Чвахило возник на месте огромного ледника. Чвахило расположен в 18 километрах от истока реки Ойсор и в двух километрах от аула Ритляб. Водопад находится на территории заказника «Чародинский», отнесен к природным памятникам Дагестана и охраняется законом.

## Высота
Вопрос о высоте Чвахило является спорным. Так, в академическом издании «Ресурсы поверхностных вод СССР» называется высота водопада в 30 метров. В некоторых источниках приводится цифра в 45 метров, иногда даже говорится о 59 метрах. Однако большинство авторов, в частности К. К. Гюль и М. М. Эльдаров, указывают, что падение воды достигает 50 метров.
Эти данные являются приблизительными, поскольку каждые два-три года Чвахило изменяет своё ложе, углубляясь вверх по Ойсору.

## Название
В настоящее время отсутствует единое узаконенное наименование этого географического объекта. В научной литературе и картографии часто используется название «Чирхалю». Местные жители называют водопад «Чвахило», что в переводе с кесерского диалекта аварского языка означает «падающая» или «гремящая» вода. Действительно, водопад соответствует своему названию: грохот воды бывает слышен на расстоянии 1-1.5 километра.

## Исследования
Водопад привлёк к себе внимание географов ещё в конце XIX века. Первым его исследовал геолог Николай Андрусов в 1898 году, который вместе с профессором Николаем Кузнецовым описал этот объект.
В 1940 году профессор Н. А. Нагинский детально обследовал водопад, результаты его работы были опубликованы в журнале «Природа» в 1947 году. В 70-х годах изучением Чирхалю занимался дагестанский географ М. М. Эльдаров с публикацией в 1979 году своих наблюдений в книге «Уникальные памятники природы Дагестана».